# 李家台镇
李家台镇，是中华人民共和国辽宁省铁岭市开原市下辖的一个乡镇级行政单位。原为李家台乡，2012年撤乡设镇。

## 行政区划
李家台镇下辖以下地区：
上清河村、中清河村、下清河村、下地村、潘家窝棚村、李家台村、西南沟村、柞子沟村、夹草沟村、王皋城村、大三家子村、东碱场沟村、柳河堡村、五道岗子村、廖家沟村和粉房村。